# That's Entertainment (The Jam)
That's Entertainment è una canzone del gruppo punk/mod revivalista The Jam, pubblicata come singolo dal loro quinto album del 1981, Sound Affects. Si trova alla posizione numero 313 della lista delle 500 migliori canzoni secondo la rivista britannica Rolling Stone.

## Descrizione
Anche se rimane forse il più famoso pezzo dei Jam, è una delle poche canzoni che non rispecchia il loro stile. Di fatto questi ultimi erano abituato a ritmi più marcati e sonorità più aggressive e dure (soprattutto quelle della chitarra elettrica, sempre in primo piano nelle loro composizioni). Qui invece gli unici strumenti utilizzati sono una chitarra acustica, un basso, un tamburello e delle maracas.
Il testo prende spunto da numerose situazioni quotidiane della classe operaia britannica e una delle sue caratteristiche è il rapporto che si crea fra strofa e ritornello. Se si prendono in esame i primi versi:
essi culminano nel laconico e ironico ritornello:
"Ero a Londra e da tempo stavo scrivendo That's Entertainment", disse Weller, "scriverla fu facile nel senso che tutte le immagini che avevo erano a portata di mano, intorno a me."
Dato il testo criptico, si sono date moltissime interpretazioni alla canzone: secondo quella più comunemente accettata essa è un rifiuto del romanticismo (caratterizzato da "That's Entertainment!"), che ha spesso offerto lo stile di vita della classe operaia britannica (ad esempio nei programmi televisivi).

## Altre versioni
Una demo di That's Entertainment è stata distribuita prima sulla raccolta Snap!. In questa versione Paul Weller suona tutti gli strumenti tranne la batteria (eseguita da Peter Wilson). Un'altra demo con Bruce Foxton e Rick Buckler nei loro rispettivi ruoli è apparsa sul cofanetto Direction Reaction Creation.
La versione che è apparsa su The Sound of Jam e sul disco di Weller Hit Parade è quella di Snap! con il basso e la batteria rimossi.

## Cover
Molti artisti sia britannici (Morrissey, Reef, The Wonder Stuff, Busted, Twisted Wheel, Billy Bragg) che americani (Face to Face, Velocity Girl) hanno fatto cover di That's Entertainment. È inoltre frequentemente usata con il suo senso letterale ("Che spettacolo!") da numerose compagnie televisive (come ITV, che rilanciò il suo nuovo look nel 2002 proprio con questo pezzo).

## Successo commerciale
That's Entertainment è probabilmente il brano più noto della band e anche il più acclamato. Oltre alla già citata Rolling Stone, esso è l'unico dei Jam a figurare nelle classifiche delle migliori canzoni sempre, come quella delle cento più belle composizioni secondo "Sold on Song" della BBC Radio 2, che la pone al quarantatreesimo posto.
Fu commercializzata come singolo solamente in Inghilterra, ma il successo fu così incredibile che divenne famosa anche all'estero e riuscì, anche accompagnata dalla versione dal vivo de Down in the Tube Station at Midnight, a raggiungere la posizione numero 21 della classifica britannica. Sfruttando questa enorme popolarità, i jam ripubblicarono That's Entertainment altre due volte: una nel 1983 (che però arrivò solo alla sessantesima posizione) e un'altra nel 1991 (entrando nella Top 50). A tutt'oggi rimane uno dei due singoli più venduti nella storia in Inghilterra (l'altro è Just Who Is the 5 O'Clock Hero?, sempre dei Jam, che raggiunse il numero otto dopo un importo nel 1982).

## Curiosità
- La canzone (la versione contenuta in Hit Parade di Weller) è udibile nei film Vero come la finzione (con Will Ferrell, Emma Thompson, Queen Latifah e Maggie Gyllenhaal), American Dreamz e nella scena finale di The Gentlemen .